# Combat de Choisy-le-Roi
Guerre franco-prussienne
Siège de Paris
Batailles
- Chronologie de la guerre franco-prussienne de 1870
- Sarrebruck (08-1870)
- Wissembourg (08-1870)
- Forbach-Spicheren (08-1870)
- Wœrth (08-1870)
- Bitche (08-1870)
- Phalsbourg (08-1870)
- Borny-Colombey (08-1870)
- Strasbourg (08-1870)
- Mars-la-Tour (08-1870)
- Toul (08-1870)
- Gravelotte (08-1870)
- Metz (08-1870)
- Nouart (08-1870)
- Beaumont (08-1870)
- Noisseville (08-1870)
- Sedan (08-1870)
- Montmédy (09-1870)
- Soissons (09-1870)
- Siège de Paris et chronologie du siège (09-1870)
- Nompatelize (10-1870)
- Bellevue (10-1870)
- Châtillon (10-1870
- Châteaudun (10-1870)
- Buzenval (10-1870)
- Bourget (10-1870)
- Dijon (10-1870)
- Belfort (11-1870)
- La Fère (11-1870)
- Langres (11-1870)
- Bouvet et Meteor (navale) (11-1870)
- Coulmiers (11-1870)
- Thionville (11-1870)
- Châtillon-sur-Seine (11-1870)
- Villers-Bretonneux (11-1870)
- Beaune-la-Rolande (11-1870)
- Champigny (11-1870)
- Orléans (12-1870)
- Loigny (12-1870)
- Châteauneuf (12-1870)
- Beaugency (12-1870)
- Longeau (12-1870)
- l’Hallue (12-1870)
- Siège de Péronne (1871)
- Bapaume (01-1871)
- Villersexel (01-1871)
- Le Mans (01-1871)
- Héricourt (01-1871)
- Saint-Quentin (01-1871)
- Buzenval (01-1871)

Le combat de Choisy-le-Roi eut lieu le 30 novembre 1870 lors du siège de Paris, épisode de la guerre franco-prussienne. Les troupes françaises sous les ordres du Général Vinoy mènent un assaut dont le but est de soutenir la diversion lancée devant Créteil afin de faciliter l'attaque lancée sur Champigny.

## Contexte

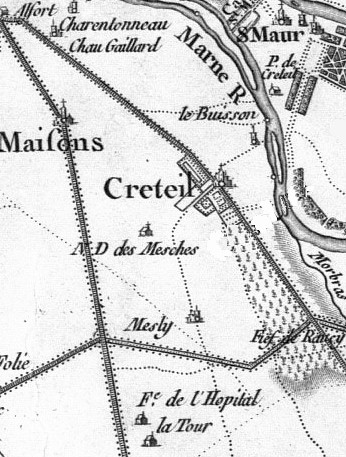
Carte positionnant Créteil, Mesly, la ferme de l'Hôpital où sont positionnées les troupes de la division Susbielle

Afin de soulager l'attaque de Champigny, les troupes de la division Susbielle s'étaient portées en avant de Créteil, avaient enlevé les hauteurs de Montmesly et fortifiaient leurs positions.
Les Prussiens avaient alors immédiatement mis en batterie une artillerie fournie à proximité de la ferme de l'Hôpital, en avant de Villeneuve-Saint-Georges. Celle-ci ne cessait de bombarder les positions que l'armée prussienne venait de perdre. Des colonnes d'infanterie aux effectifs importants tentaient également de reprendre le terrain perdu. Les canons du fort d'Ivry ainsi que ceux des canonnières et des batteries de Vitry défendaient la gauche du Montmesly afin d'entraver le mouvement de l'infanterie ennemie.
Ces événements se passaient sur le flanc gauche des forces de la 3e armée de Paris, que la Seine séparait des combats. Constatant la faiblesse des positions défensives françaises, et apercevant des renforts ennemis qui remontaient par la route de Choisy-le-Roi, menaçant par cette manœuvre le flanc droit du général Susbielle, le général Vinoy prit le parti d'agir et donna l'ordre à ses troupes d'attaquer les colonnes prussiennes, afin d'obliger ces troupes à battre en retraite.
Ordre fut donné à la division de l'amiral Pothuau de se diriger vers la Gare-aux-Bœufs, qu'elle avait prise puis abandonnée la veille et à la brigade Blaise d'attaquer Thiais.
Le général Vinoy se rendit en personne sur le pont de chemin de fer de Vitry pour superviser la manœuvre et commander les opérations.
À 12h55, le général Maud'huy fit partir de la redoute du Moulin-Saquet la brigade Blaise pour la positionner sur Choisy-le-Roi.
À 13h10, les observateurs du fort d'Ivry indiquèrent que la division Susbielle quittait Montmesly et qu'une forte colonne ennemie arrivait entre la Seine et Mesly dans l'intention de tourner la droite des Français. Le crépitement incessant des armes à feu laissait à penser que la retraite des troupes du général Susbielle tournait à la catastrophe. Tout laissait donc penser au général Vinoy qu'un débordement du flanc gauche prussien devenait donc urgent.

## La bataille
Les canonnières reçurent l'ordre de se porter dans le secteur et d'ouvrir le feu pendant que les pièces d'artillerie des redoutes de Vitry concentraient la leur sur la Gare-aux-Bœufs et Choisy-le-Roi.
Des colonnes composées de troupes d'infanterie de marine, se dirigèrent sur la Gare-aux-Bœufs pendant qu'une batterie d'artillerie de campagne quittant la redoute de Vitry s'avançait au galop vers Choisy et qu'une colonne de moblots se portait sur un avant-poste prussien.
À la tête de ses troupes, l'amiral Pothuau, à cheval et l'épée à la main, s'empare de la Gare-aux-Bœufs que l'ennemi quitte précipitamment pour se jeter en désordre dans Choisy-le-Roi, permettant aux troupes françaises de réoccuper la gare abandonnée la veille. L'infanterie de marine continue sur sa lancée à la poursuite des fuyards soutenue par l'artillerie de campagne, l'artillerie des forts, des redoutes et par les canonnières et les wagons blindés.
Ce mouvement vigoureux oblige la colonne prussienne d'arrêter les combats permettant à la division Susbielle de se dégager.
Plus haut, les gardes mobiles qui s'étaient avancés sur la route de Vitry parvinrent jusqu'à une maison servant d'avant-poste aux prussiens et à l'extrême droite la brigade Blaise opérait sur Thiais. Mais bientôt les ouvrages défensifs prussiens de Thiais, garnis de canons, dirigèrent un feu nourri sur la brigade Blaise qui se trouvait placée en avant de Vitry, qui arrêta son mouvement et se prépara à rebrousser chemin.
Du côté de Choisy-le-Roi l'infanterie de marine avait abordé la ville et avait même atteint les premières maisons. Les maisons et le cimetière étaient crénelés et garnis de tirailleurs qui ne cessaient de tirer sur les Français qui perdirent beaucoup de monde sans résultat bien satisfaisant. C'est à ce moment-là que le capitaine de frégate Eugène Marie Desprez fut tué par une balle, en pleine poitrine, tirée d'une maison. Le général en chef préféra alors donner l'ordre de retraite qui s'effectua régulièrement.
Les Français conservaient toutefois la gare-aux-Bœufs qui était un vaste bâtiment où l'amiral Pothuau pensait pour loger de 400 à 500 hommes. Cependant le commandant en chef estimant que ce nouveau poste formait une sorte de saillant avancé qui serait toujours exposé aux coups de main et surprises de l'ennemi, il ordonna à l'amiral Pothuau de regagner la ligne de grand-gardes, malgré ses protestations, jusqu'à la tombée de la nuit.

## Bilan
À 8 heures du soir l'évacuation de la gare-aux-Bœufs commença sans que l'ennemi s'en aperçoive. Vers minuit, il mit le feu à des fougasses qu'il avait disposées à l'avance et dont la formidable explosion eût certainement produit une épouvantable catastrophe si la gare avait été occupée. La gare disparut tout entière sous l'action destructrice de la poudre. Il ne restait plus de cet important bâtiment que des murs calcinés et des poutres noircies. Les soldats français venaient d'échapper à un immense danger.